# Benito Blanco-Rajoy Espada
Benito Blanco-Rajoy y Espada (la Corunya, 1891 - 1966) fou un advocat i polític gallec. Va estudiar dret a la Universitat de Santiago de Compostel·la i es va doctorar a la Universitat de Madrid. De ben jove, el 1913, va ingressar al Cos d'Advocats de l'Estat. També inicià ben aviat la seva carrera política, ja que a les eleccions generals espanyoles de 1919 va ser elegit diputat pel districte de Corcubión pel Partit Conservador (sector d'Eduardo Dato), sent reelegit el 1920 i el 1923. Durant la seva presència a les Corts Espanyoles participà en el debat de la reforma del Codi de Comerç i el 1921 fou nomenat director general dels Registres i del Notariat.
Durant la Segona República Espanyola va continuar la seva activitat política, ja que fou elegit diputat per la província de la Corunya com a independent a les eleccions generals espanyoles de 1931 i per la CEDA a les eleccions generals de 1933 i 1936. Fou degà de l'Il·lustre Col·legi d'Advocats de La Corunya des de 1930 a 1959 i des d'aquesta última data Degà Honorari.